# Isabell Meinhart
Isabell Meinhart (geboren am 11. Juli 1994 in Lich) ist eine deutsche Basketballspielerin.

## Leben
Sie spielt seit ihrem fünften Lebensjahr Basketball. Ein Jahr lang war sie als Austauschschülerin in Vermont/USA. Sie besuchte als Internatsschülerin des Basketball-Teilzeit-Internats Grünberg die Theo-Koch-Schule Grünberg. 2014 wurde sie für ihre Leistungen vom HBV-Landestrainer und ersten Vorsitzenden des Förderkreises Basketball e.V. Eberhard Spissinger mit dem Förderkreis-Ehrenpreis geehrt.
Isabell Meinhart war 2009 bei der Basketball-Schul-WM in Istanbul Spielerin des Schulteams der Theo-Koch-Schule. Auch 2011 war sie im Theo-Koch-Schulteam, diesmal bei der Schul-WM im chinesischen Zhangjiagang, wo das Team Grünbergs den vierten Platz belegte.

## Basketballkarriere
Die 1,76 m große Athletin durchlief die Jugendmannschaften des TSV Grünberg. Mit diesen Jugendteams war sie bei mehreren Deutschen Meisterschaften erfolgreich: Im Jahr 2007 mit der U14, 2008 mit der U16 und 2013 mit der U19 2013 des TSV Grünberg. Die beste U19-Mannschaft wird mangels einer Meisterschaftsrunde im Pokalmodus ermittelt und die Gewinnermannschaft wird offiziell als Pokalsieger geführt.
2012 wurde Isabell Meinhart zusammen mit Laura Steuber, Mimi Drevensek und Viktoria Ribel Deutsche Meisterin beim DBB-German-Final im Streetbasketball „3x3“.
Bis 2014 spielte Isabell Meinhart beim Zweitligisten Bender Baskets Grünberg. In der Saison 2013/2014 hatte sie zusätzlich Einsatzzeiten beim Erstligisten BC Marburg, dem Kooperationspartner der Bender Baskets. Dort konnte sie aufgrund einer Doppellizenz auflaufen. Zur Saison 2014/2015 wechselte sie zum Erstligisten New Basket ’92 Oberhausen. Nach dem Abstieg Oberhausens unterschrieb sie zur Saison 2015/2016 wieder einen Vertrag bei ihrem Heimatverein Bender Baskets Grünberg.

## Nationalmannschaft
Isabell Meinhart durchlief die Auswahlmannschaften des Deutschen Basketball-Bundes. Sie war Mitglied der U20-Nationalmannschaft, die 2014 B-Europameister wurde und in die A-Europameisterschaftsklasse aufstieg.